# Ник Брумфилд
Николас Брумфилд (енгл. Nicholas (Nick) Broomfield, рођен 1948. године) је режисер. Његов саморефлексивни стил сматран је утицајним на многе касније филмске ствараоце. Почетком 21. века почео је да користи не-глумце у сценаристичким делима, које назива „Директно кино”. Његови резултати се крећу од студија забављача до политичких радова као што су испитивања Јужне Африке пре и после краја апартхејда и успон већинске црначке владе Нелсона Манделе и Афричког националног конгреса.
Брумфилд углавном ради са минималном екипом, снимајући сам звук и користећи једног или два оператера камере. Често се виђа у готовом филму, обично носи Награ касетофон.

## Биографија
Брумфилд био је рођен 1948. Он је син фотографа Мауриса Брумфилда (1916-2010), а његова мајка јесте Соња Лагусова (1922-1982). Његова мајка је била Јеврејка из Чешке.